# Ladies Circle
Ladies Circle Sverige är en ideell och opolitisk förening för kvinnor som har som ändamål att vidga medlemmars intressesfär, öka förståelsen för andra människors åsikter och levnadsvillkor, samt medverka till internationell förståelse och vänskap. Ladies Circle Sverige har 148 aktiva klubbar. Medlemmar är kvinnor mellan 18 och 45 år.

## Historik
Ladies Circle startades år 1932 av fruar till Round Table-medlemmar i Bournemouth i England med syfte att underhålla de fruar som följde med sina män till Round Tables årsmöte i staden. År 1936 hade så många klubbar bildats att Ladies Circle fick sin första National Association President, Mrs Wien Hussey. År 1950 fanns över 50 klubbar. Eftersom det fanns ett stort behov av socialt arbete hjälpte medlemmarna bland annat till på sjukhus, besökte patienter på sjukhus, samlande in kläder till föräldralösa barn och besökte gamla. Under våren 1947 besökte Round Table-medlemmen Göte Wardell från Kristianstad England och fick då kännedom om Ladies Circle. När han kom hem uppmanade han inbjudna damer vid ett Round Table-möte att starta något liknande. Den första klubben i Ladies Circle historia bildades - LC1 Kristianstad.

## De internationella organisationerna
Ladies Circle är idag en internationell organisation med 36 medlemsländer eller organisationer där England, Sverige och Danmark var de första. I Århus 1958 uppdrogs det åt LC England att utarbeta ett förslag till stadgar för en internationell förening. Grunden till dessa stadgar fick man från Round Table. År 1960 hölls den första internationella kongressen i Portsmouth.

## De svenska organisationerna
Den första klubben i Ladies Circle Sveriges historia bildades 1947 i Kristianstad och den 8 juni samma år anslöts Kristianstadsklubben till "the National Association of Ladies Circle, Great Britain & Ireland".
Idag finns 148 klubbar spridda från Ystad i söder till Kiruna i norr med totalt cirka 1 800 medlemmar. Klubbarna är indelade i tretton olika distrikt. Riksmöte arrangeras vanligtvis i maj-juni tillsammans med Round Table Sverige, Old Tabler Sverige och Tangent Sverige.

## De svenska föreningarnas syfte
Organisationens syfte främjas genom anordnande av möten med diskussioner, föredrag och annan verksamhet, genom arbete för internationellt utbyte samt genom medlemmarnas aktiva deltagande i nationella och internationella möten.

## Verksamheten
Klubbarna träffas vid möten som hålls varannan eller var tredje vecka. Mötena kan innehålla företagsbesök, utbildning, kulturevenemang, välgörenhetsarbete, gästföreläsare, idrottsaktiviteter eller social samvaro. Vid varje möte skall en medlem ur klubben hålla "tre minuter", då hon pratar om valfritt ämne. 
Via så kallade "Intercity-möten" träffas klubbar och arrangerar gemensamma möten. I Sverige finns 13 distrikt och varje distrikt har en distriktsordförande som ansvarar för att hålla årliga distriktsmöten. Varje verksamhetsår avslutas med ett riksmöte. Ansvaret för riksmötet har huvudstyrelsen som representeras av 13 distriktsordförande samt ett presidium bestående av riksordförande, vice riksordförande, rikssekreterare samt rikskassör. Riksmötet hålls vanligtvis tillsammans med Round Table. 
Samtliga klubbar arbetar med någon form av välgörenhet. Ladies Circle Sverige utser vartannat år ett nationellt välgörenhetsprojekt och den internationella organisationen utser på samma sätt ett internationellt projekt. Klubbarna väljer fritt vilket eller vilka projekt de vill arbeta med (lokala, nationella eller internationella). 

## Medlemskap
Nya medlemmar väljs in i föreningen efter att ha gästat klubben under minst tre ordinarie möten. Därefter rekommenderas gästen som ny medlem i klubben. Inval görs efter enhälligt beslut i klubben. Medlemsantalet i svenska klubbar varierar mellan 10 och 20 medlemmar. Medlemskapet avslutas vid 45 år och många väljer att gå vidare som medlem i Tangent Sverige.